# Krzysztof Wodiczko
Krzysztof Wodiczko (Varsòvia, 1943) és un artista polonès.
Es va graduar com a dissenyador industrial a l'Acadèmia de Belles Arts de Varsòvia. Posteriorment va exercir de professor a la Universitat Politècnica d'aquella ciutat fins que, l'any 1977, es va instal·lar a Ontario (Canadà). Més endavant es va traslladar als Estats Units per dedicar-se a la docència i dirigir l'Interrogative Design Group del Center for Advanced Visual Studies, al Massachusetts Institute of Technology. Creador compromès, Wodiczko posa en escena les contradiccions del poder i de l'estructura social del capitalisme. Les seves polèmiques projeccions de diapositives i vídeos sobre monuments, edificis i espais públics l'han fet mundialment conegut. Amb aquestes projeccions, els edificis públics recuperen el seu poder revulsiu sobre la memòria col·lectiva. La mateixa força estètica de les projeccions es troba també en els seus vehicles o aparells tecnològics, en què aplica la seva formació com a dissenyador industrial i el fet d'haver estat pioner, ja als anys vuitanta, en l'ús de tecnologies digitals. Es tracta d'artefactes que posen de manifest problemes socials sovint velats, com la immigració, els sense sostre i, en general, els mecanismes explotadors i excloents del poder.
Des del 1980, les projeccions de Wodiczko a l'aire lliure i en edificis s'han pogut veure en ciutats d'Alemanya, Austràlia, Àustria, Canadà, Espanya, Estats Units, Gran Bretanya, Holanda, Irlanda, Israel, Itàlia, Mèxic, Polònia i Suïssa. Els seus ginys i artefactes socials s'han desplaçat pels carrers de ciutats com Amsterdam, Hèlsinki, Malmö, París i Varsòvia, i s'han exposat als més prestigiosos centres d'art. Guardonat múltiples vegades, el seu treball s'ha presentat en moltes exposicions internacionals: entre d'altres, la Biennal de São Paulo (1965, 1967 i 1985), la Biennal de París (1969 i 1975), la Documenta de Kassel (1977 i 1987), la Biennal de Venècia (1986 i 2000) i la Biennal de Sidney (1979 i 1982). La seva obra es troba en col·leccions com les del Center for Contemporary Art de Varsòvia, l'Hiroshima City Museum of Contemporary Art, l'Israel Museum de Jerusalem, el National Museum of Modern Art de Kyoto, el New Museum of Contemporary Art de Nova York i el MACBA de Barcelona.